# Tokyo Reverse
Tokyo Reverse est une émission télévisée de Slow TV française diffusée pour la première fois entre le 31 mars et le 1er avril 2014 sur France 4. Elle est réalisée par le duo såndl, constitué de Simon Bouisson et Ludovic Zuili. Première émission de Slow TV à être diffusée à la télévision française, elle est d'une durée de 9 h 10.

## Description
Cette émission expérimentale suit Ludovic Zuili, un homme déambulant dans les rues de Tokyo. 
Le pianiste luxembourgeois Francesco Tristano a composé la bande originale du programme en jouant en direct depuis La Bellevilloise lors de la diffusion du programme à la télévision, neuf heures durant. L’improvisation pianistique est retransmise parallèlement sur Radio Nova.
Lors de sa diffusion, le programme est très commenté sur twitter, mais est pourtant considéré comme un flop, n'ayant réuni en moyenne que 29 000 téléspectateurs.